# Becadell sud-americà
El becadell sud-americà (Gallinago paraguaiae) és una espècie d'ocell de la família dels escolopàcids (Scolopacidae). Habita els pantans i praderies humides de la pràctica totalitat d'Amèrica del Sud a l'est dels Andes, i a Xile als dos vessants, arribant fins Terra del Foc i les Illes Malvines.

## Descripció
El becadell sud-americà adult fa de 26 a 30 cm de llargada. Els mascles pesen entre 105 i 140 g i les femelles entre 115 i 185 g. Les femelles són lleugerament més grosses que els mascles. Tenen potes curtes de color verdós-gris i un bec fosc molt llarg i recte. Les parts superiors tenen un patró complex de colors blanquinosos, beix, vermellós i negre apagat sobre un fons marró. El pit i els flancs són de color beix amb marques negres i la resta de les parts inferiors són blanquinoses. A la cara té ratlles marrons i marrons més foscos que es barregen entre si.

## Distribució i hàbitat
El becadell sud-americà es troba a gairebé tots els països continentals de Sud-amèrica; és absent de Xile i només s'ha trobat a l'Equador com a espècie divagant. També es troba a Trinitat i les Illes Malvines. Tanmateix, és escàs a la conca de l'Amazones. Habita en sabanes herboses humides. En altitud, es coneix que arriba als 1.300 m a Veneçuela, als 2.200 m al Perú i potser als 2.600 m a Bolívia.

## Comportament

### Moviment
El becadell sud-americà és essencialment sedentari, tot i que alguns fan moviments curts a l'hivern per trobar aiguamolls permanents.

### Alimentació
El becadell sud-americà s'alimenta explorant el fang. La dieta d'invertebrats no es coneix en detall, però inclou larves d'insectes i cucs de terra.

### Reproducció
El becadell sud-americà es reprodueix a la major part de Sud-amèrica, lluny de la costa del Pacífic i l'est del Brasil, i també a Trinitat i les Illes Malvines. La temporada de reproducció varia geogràficament al llarg de l'àmplia distribució, però no s'ha definit completament enlloc. El mascle realitza una exhibició de ventall durant el festeig, volant en cercles amunt i després fent immersions poc profundes per produir un so distintiu. La mida típica de la posta és de quatre ous. No es coneixen el període d'incubació ni el temps que els pollets estan al niu.

### Cants i reclams
El becadell sud-americà té una varietat molt àmplia de vocalitzacions, incloent-hi un xip lent "kik..kik..kik..kik..kik...", un xip ràpid "kikkikkikkikkikkikkik", un crit de vol "curt i aspre" "..kik......kik...kik-kik..." i un crit d'alarma "kik.kik.kik.....kik.kik...". Els crits de xip es fan normalment des del terra o a prop d'ell, com ara des d'un pal d'una tanca. El soroll a ventall de l'espècie es fa mitjançant l'aire que flueix sobre les plomes exteriors de la cua durant el vol. Es descriu com "una sèrie de crescendo apagada i tartamudejada "... huhuhuhuhuhu.hu. huu..huu..huu.huu" que dura uns dos o tres segons i es repeteix aproximadament cada 10 segons.

## Taxonomia i sistemàtica
La història taxonòmica de les becades del Nou Món del gènere Gallinago és complicada. El que ara és el becadell sud-americà ha estat tractat en el passat com una subespècie del becadell comú (G. gallinago), després com a coespecífica amb el que ara són el becadell de Magallanes (G. magellanica) i el becadell de la puna (G. andina), i més tard encara com a coespecífica només amb el becadell de Magallanes. En un principi, el Comitè de Classificació Sud-americà de la Societat Ornitològica Americana (AOS), el Congrés Ornitològic Internacional (COI) i la taxonomia de Clements ja els tractaven tots com a espècies separades i anys més tard, el Manual dels Ocells del Món (HBW) i BirdLife International els van seguir els passos.
És una espècie monotípica.